# گریگور گیرگوروف
گریگور گیرگوروف ( بلغاری: Киркор Киркоров؛ زادهٔ ۴ مارس ۱۹۶۸) بوکسور در پروزن ارمنی‌تبار اهل بلغارستان است که در رقابت‌های بین‌المللی در مجموع موفق به کسب دو مدال طلا و یک مدال نقره شده‌است.

## زندگی‌نامه
وی در ۴ مارس ۱۹۶۸ در وارنا به دنیا آمد .